# Airborne Launch Assist Space Access
Airborne Launch Assist Space Access, chiamato anche DARPA ALASA è un programma attuale dell'agenzia statunitense della difesa DARPA che si prefissa di "progettare e produrre un razzo in grado di lanciare un satellite di 100 chilogrammi in orbita terrestre bassa per meno di 1 milione di dollari". Il programma, annunciato nel 2011, ha iniziato lo sviluppo nel 2012.
I metodi tradizionali di lancio satelliti (con razzi vettori e lanciatori) sono troppo costosi per mettere in orbita piccoli carichi, senza un carico utile più grande da accompagnare il lancio diventa non economico.